# Gien
Gien är en kommun i departementet Loiret i regionen Centre-Val de Loire strax norr Frankrikes mitt. Kommunen ligger i kantonen Gien som tillhör arrondissementet Montargis. År 2022 hade Gien 13 431 invånare.

## Befolkningsutveckling
Antalet invånare i kommunen Gien
| Referens: INSEE |